# VTT
Teknologian tutkimuskeskus VTT Oy, съкратено VTT, е държавна компания, център за технологични изследвания в гр. Еспоо, Финландия.
Това е най-големият център по приложни науки в Скандинавия. Сертифициран е по ISO 9001:2008. Предлага технологични и изследователски услуги както на финландски, така и на международни клиенти, компании и организации от публичния сектор. Подобни организации в Европа са германското дружество „Фраухофер“, Нидерландското дружество по приложни науки TNO и Норвежката организация за технически изследвания SINTEF.
Без да се стреми към максимизация на печалбите, генерира продажби от 272 милиона евро през 2015 г. с персонал от 2470 души (31 декември 2015).
VTT предлага услуги в следните отрасли:
- хранителна и фармацевтична промишленост
- електроника
- енергийна промишленост
- информационна промишленост и комуникации
- преработвателна промишленост и екология
- строителство
- машиностроене и транспортна промишленост
- услуги и логистика
- горска промишленост

Приоритети в дейността на VTT са:
- приложно материалознание
- биологични и химични процеси
- енергетика
- информационни технологии
- промишлени системи
- електроника и микротехнологии
- изследване на бизнеса